# خلیل کایا
خلیل کایا (ترکی استانبولی: Halil Kaya؛ زادهٔ ۱۹۲۰ - درگذشته نامشخص) کشتی‌گیر اهل ترکیه بود.